# Union socialiste des forces populaires
L'Union socialiste des forces populaires (USFP), en arabe : الاتحاد الاشتراكي للقوات الشعبية, est un parti politique marocain de gauche né en 1975 d'une scission avec l'Union nationale des forces populaires. D'idéologie social-démocrate, l’USFP se réclame des idées de la justice sociale, de la modernité et du combat contre les inégalités.
Après les événements de Moulay Bouazza en 1973, l'Union nationale des forces populaires (UNFP) a été interdite et exclue de la scène politique marocaine.
À la suite d'une vision d'amnistie par le roi Hassan II, et d'une tentative de tendre la main à l'UNFP, le régime marocain a accepté le retour du parti sur la sphère politique marocaine, il adopte le nom de l’Union socialiste des forces populaires (USFP) le 30 juillet 1972, confirmé lors du congrès extraordinaire de janvier 1975. Ce congrès extraordinaire représente un tournant majeur dans l’histoire du parti. Il signe l’abandon de « l’option révolutionnaire » et des organisations clandestines de lutte armée (Tanzim) et l’adoption du «choix de la lutte démocratique ». Ce choix a été confirmé par l’adhésion à l’Internationale socialiste. 

## Engagement politique
L’USFP a été la principale force politique d’opposition au Maroc durant 4 décennies. 
La stratégie de participation adoptée par le parti, tant législative que gouvernementale depuis le gouvernement d’alternance en 1998, visait le renforcement de la stabilité politique au Maroc, en plus de l'application de politiques de développement social, économique et politique, et le renforcement des droits individuels et collectifs, en particulier ceux relatifs aux droits des enfants, des femmes et des groupes vulnérables.
À la suite des élections législatives en 1997, le Roi Hassan II a nommé le Premier Secrétaire du parti Abderrahman Youssoufi, Premier Ministre dans le gouvernement d’alternance. Cette confiance a été renouvelée par le Roi Mohammed VI, à son accession au trône le 30 juillet 1999. En septembre 2002, après les élections législatives, au terme desquelles l’USFP a remporté la majorité, un Premier Ministre a été nommé en dehors des partis, ce qui a suscité un débat sur ce que Abderrahman Youssoufi a appelé « la nécessité de respecter la méthodologie démocratique ». Le parti a néanmoins participé au gouvernement Jettou de 2002 à 2007. Il a décidé de continuer à assumer des responsabilités dans le gouvernement El Fassi de 2007 à 2012. Après le remaniement ministériel de 2010, l’USFP est maintenu, au moment où Abdelwahed Radi, Premier Secrétaire a été élu Président de la Chambre des Représentants, la première chambre du Parlement. En 2012, le parti a choisi de rejoindre l’opposition, et a refusé l’offre de participation proposé par le nouveau Chef du gouvernement Benkirane. Il participe ensuite au gouvernement El Othmani en 2016. À la suite des élections législatives de 2021, l'USFP a décidé la non participation au gouvernement Akhennouch, il constitue la principale force de l'opposition parlementaire en passant de 21 à 37 sièges dans la chambre des représentants.
Au niveau interne, après la démission de Youssoufi, Mohamed Elyazghi a été élu au poste de Premier Secrétaire lors du Septième Congrès, et le restera jusqu’à sa démission du Bureau Politique en décembre 2007, remplacé par Abdelwahed Radi, alors ministre de la Justice, qui est élu Premier Secrétaire au 8e congrès en 2008. En décembre 2012, Driss Lachgar lui succède au terme du 9e congrès. Il est réélu à la l’unanimité lors du 10ème Congrès en 2017, puis reconduit à l'unanimité lors du 11ème Congrès en 2022.

## Historique

### Création
La création de l'Union nationale des forces populaires en 1959 est associée à une scission survenue au sein du parti qui avait conduit à l'indépendance du Maroc : l’Istiqlal, et des divergences concernant l’évolution que devait prendre le Maroc au lendemain de l’indépendance,,. La création de l’UNFP reposait en grande partie sur les résistants, les membres de l'armée de libération, la classe ouvrière et l'aile progressiste de l’Istiqlal, et parmi les fondateurs on peut citer : Mehdi Ben Barka, Abderrahman el-Youssoufi, Mohamed Basri, Mohamed Mansour, Mahjoub Ben Seddik,  Abderrahim Bouabid, El Mokhtar Mannaoui ou encore Badia Skalli. Le parti a été fondé le 6 septembre 1959, un an après la nomination du gouvernement Ibrahim, qui avait conduit un certain nombre de réformes dans les domaines de l’agriculture, l’industrie, du système bancaire, et de l’énergie. C’est ce même gouvernement qui avait mis en place une monnaie nationale, autonome par rapport au franc français. Abderrahim Bouabid, ministre de l’Économie et des Finances, était le maître d’œuvre de ces réformes. D’autres réformes avaient été initiées, telles que la réforme de l'administration publique, la sûreté nationale, l’armée nationale, et le projet d'évacuation des troupes étrangères. Parti de gauche, l'Union nationale des forces populaires s'appuie sur les militants de Union marocaine du travail (UMT), et entend faire évoluer le royaume par la nationalisation de nombreux secteurs et la planification économique. Au mois de mai 1960, le gouvernement d'Abdallah Ibrahim est démis. Les relations entre le parti et le roi Hassan II se sont ensuite rapidement détériorées. Ce fut le début de la période des années de plomb qui se sont étendues de 1960 à 1999. Ces mêmes années ont connu l’assassinat de Mehdi Ben Barka et d'Omar Benjelloun ainsi que l'exécution d'un certain nombre de dirigeants et militants de l'Union.  

### L’Union socialiste, la participation aux élections puis les années de plomb
Dès 1960, l'USFP, a participé aux premières élections locales qu’a connu le Maroc indépendant, puis aux élections législatives de mai 1963. La plupart de ses dirigeants ont été arrêtés lors du « complot de juillet » de 1963. Son groupe au parlement a constitué une importante force d'opposition malgré leur nombre réduit. Il a conduit à la première motion de censure de l'histoire législative du Maroc, présentée par Abdellatif Benjelloun en juin 1964, mais le lancement de la campagne de répression et d'arrestations dans les rangs du parti l’a éloigné de toute participation politique. Hassan II décrétait l’État d’exception en juin 1965. 
La question du Sahara a permis au pouvoir de rassembler les forces politiques du royaume. Un « processus démocratique » est déclenché en novembre 1976 par le roi avec l’organisation d’élections communales pour ouvrir une nouvelle ère politique au Maroc. Le parti y a participé après un long boycott (depuis les élections législatives de mai 1963).

### Participation à la reconstruction d'un processus démocratique à partir de 1975
Après les années de plomb où il a été réprimé sévèrement, le parti a participé à l'émergence du processus démocratique, au sein, initialement, de l'opposition parlementaire. En janvier 1975, un congrès extraordinaire a rompu avec les organisations secrètes, partisanes d'actions armées, et a inscrit le combat politique dans le jeu des institutions. Il a annoncé le changement du nom du parti, l’Union nationale devenant l'Union socialiste. Le congrès a élu Abderrahim Bouabid Premier Secrétaire du parti (il le restera jusqu'à son décès en janvier 1992).
L'USFP a dès lors participé à toutes les élections locales, législatives et professionnelles., même si ses relations ont été parfois tendues avec le roi, comme entre 1981 et 1983.

### Présence au gouvernement et alternances politiques
Les années 1990 connaissent un nouvel élan politique. L'USFP participe au débat sur les réformes politiques et constitutionnelles, mais aussi à l’amnistie générale pour les prisonniers politiques et au retour des exilés. Cette dynamique permet l’émergence d’une alternance, avec comme résultat l'expansion des libertés publiques, et l’ouverture de chantiers économiques. 
La période de transition proprement dite débute en octobre 1991, lorsque Abderrahim Bouabid et M’hamed Boucetta, leader du Parti de l’Istiqlal, ont présenté un mémorandum commun au roi Hassan II, axé sur des revendications politiques et constitutionnelles. Ce mémorandum a alimenté deux révisions successives de la Constitution en 1992 et 1996. 
À la suite du décès de son premier Secrétaire Abderrahim Bouabid en janvier 1992, Abderrahman Youssoufi le remplace jusqu’à sa démission en octobre 2003,.
À la suite des élections législatives en 1997, le roi Hassan II a nommé le Premier secrétaire du parti Abderrahman Youssoufi, Premier ministre dans le gouvernement d’alternance. Cette confiance a été renouvelée par le roi Mohammed VI, à son accession au trône le 30 juillet 1999. En septembre 2002, après les élections législatives, un Premier ministre a été nommé en dehors des partis, ce qui a suscité un débat sur ce qu'Abderrahman Youssoufi a appelé « la nécessité de respecter la méthodologie démocratique ». Cependant, le parti a participé à ce gouvernement avec 6 ministres.
Il donne un avis positif pour la première fois sur le projet d'amendement de la Constitution en 1996, tous les projets de constitution précédents avaient été boycottés par le parti.
Le parti a également participé au gouvernement de 2002- 2007, avec des ministères clés tels que l’Aménagement du territoire, l'économie et les finances, l'éducation, la justice, la jeunesse et la communauté marocaine à l'étranger. L'USFP a décidé de continuer à assumer des responsabilités dans le gouvernement 2007-2012, avec un ministre d'État et les ministères de la Justice, de modernisation des secteurs, de l'emploi, des affaires de la communauté marocaine à l’Etranger. Après le remaniement ministériel de 2010, l’USFP est maintenu dans les mêmes ministères à l'exception du ministère de la Justice, avec un Ministère en plus, celui des relations avec le Parlement, au moment où Abdelwahed Radi, Premier Secrétaire a été élu Président de la Chambre des représentants, la première chambre du Parlement. En 2011, le parti a choisi de rejoindre l’opposition, et a refusé l’offre de participation proposé par le nouveau Chef du gouvernement.  
La stratégie de participation adoptée par le parti, tant législative que gouvernementale depuis le gouvernement d’alternance en 1998, visait le renforcement de la stabilité politique au Maroc, en plus de l'application de politiques de développement social, économique et politique, et le renforcement des droits individuels et collectifs, en particulier ceux relatifs aux droits des enfants, des femmes et des groupes vulnérables. Il s'agit d'un pari stratégique important, malgré le prix payé par le parti tant au niveau politique qu’organisationnel. 
En interne, au sein du parti, Mohamed Elyazghi a été élu au poste de Premier Secrétaire lors du Septième Congrès, et le reste jusqu’à sa démission du Bureau politique en décembre 2007, remplacé par Abdelwahed Radi qui est élu Premier Secrétaire au 8e congrès en 2008. En décembre 2012, Driss Lachgar lui succède au terme du 9e congrès. Il est réélu à la l’unanimité lors du 10ème Congrès en 2017, puis reconduit à l'unanimité lors du 11ème Congrès en 2022.

## Dates clés

### Phases initiales
- 1959 : Création de l'Union Nationale des Forces Populaires.
- 1972 : Rupture de la Commission administrative de l'UNFP avec l'aile syndicaliste et choix assumé de l’action politique et démocratique. L’UNFP demande l’élection au suffrage universel d’une assemblée nationale constituante.
- 1973 : Après l’envoi de colis piégés à Mohamed Elyazghi et Omar Benjelloun, de nombreux militants de l’UNFP seront également traduits devant le Tribunal militaire de Kénitra pour atteinte à la sécurité de l’État.
- 1975 : “ Choix démocratique ”. Congrès Extraordinaire qui désigne Abderrahim Bouabid, premier secrétaire du Parti. Changement de nom en USFP.
- 1975 (le 18 décembre) : Assassinat à Casablanca de Omar Benjelloun, un des principaux fondateurs du Parti, de ses organes de presse et animateur de l’action pour démocratiser la Centrale Syndicale (UMT), par la Chabiba islamiya.
- 3 jours après l’assassinat de Omar Benjelloun, le 21 décembre 1975 : Création de la Jeunesse Ittihadia.
- 1981 (le 20 juin) : Hausses vertigineuses des prix des denrées de première nécessité. Grève générale réprimée durement à Casablanca. Les responsables des deux organisations (USFP et CDT) sont arrêtés et leurs locaux assiégés. La presse de l’USFP ("Al Moharrir" et "Libération") est interdite.
- 1981 (le 5 septembre) : le Bureau politique de l’USFP rejette publiquement par un communiqué l’acceptation par le Maroc de l’organisation d’un référendum d’autodétermination au Sahara occidental (résolution qui avait été adoptée à Nairobi par le Sommet de l’Organisation de l'unité africaine (OUA): Arrestation du Bureau politique de l’USFP, avec à sa tête Abderrahim Bouabid, Mohamed Elyazghi et Mohamed Lahbabi.

### Phase préparatoire et consolidation du dialogue
- 1984 : Mémorandum présenté à  Hassan II par l’USFP contre le plan d’ajustement structurel imposé par le FMI.
- 1984 : Tenue à Casablanca du 4e congrès national de l’USFP.
- 1989 : Tenue du 5e congrès. Demande de révision constitutionnelle.

### Phase d’ouverture
- 1991 : manifeste démocratique présenté conjointement avec le parti de l'Istiqlal à Feu le Roi Hassan II, prônant un rééquilibrage institutionnel.
- 1992 : décès de Abderrahim Bouabid. Abderrahman El Youssoufi devient premier secrétaire de l’USFP, et Mohamed El Yazghi, premier secrétaire adjoint.
- 1993 : réactivation du bloc démocratique “la Koutla” (USFP, Istiqlal, PPS, OADP).
- 1998 : gouvernement de l’Alternance dirigé par Abderrahman Youssoufi.
- 2001 : 6e congrès de l’USFP.
- 2003 : démission de Abderrahman El Youssoufi.
- 2005 : 7e congrès de l'USFP et élection de Mohamed El Yazghi en tant que Premier Secrétaire.
- 2006 : 2e congrès extraordinaire de l'USFP pour se conformer aux nouvelles clauses du nouveau code des partis politiques.
- 2007 : démission de Mohamed El Yazghi à la suite de pressions internes remettant en cause la participation de son parti au gouvernement malgré l'échec électoral.
- 2008 : Abdelwahed Radi alors ministre de la justice est élu à la tête du parti à la suite d'un scrutin où seulement 25 voix l'ont départagé de son dauphin Fathallah Oualalou.
- 2012 : 9e congrès de l'USFP et élection sur deux tours, de Driss Lachgar à la présidence du parti.
- 2017 : 10ème Congrès et réélection de Driss Lachgar à la tête du parti à l'unanimité.
- 2022 : 11ème Congrès National et réélection de Driss Lachgar en tant que Premier Secrétaire à une écrasante majorité.

## Premiers secrétaires
- Abderrahim Bouabid, de 1975 à 1992 (17 ans).
- Abderrahman el-Youssoufi, de 1992 à 2003 (11 ans).
- Mohamed El Yazghi, de 2003 à 2007 (4 ans).
- Abdelwahed Radi, de 2008 à 2012 (4 ans).
- Driss Lachgar, depuis 2012.

## Représentation au sein du gouvernement marocain
Dans le gouvernement El Othmani (2017) : 
|  | Ministre               | Portefeuille |
|  | ---------------------- | --- |
|  | Mohamed Ben Abdelkader | Ministre délégué auprès du Chef du Gouvernement chargé de la réforme de l’Administration et de la Fonction publique                                                        |
|  | Abdelkrim Benatiq      | Ministre délégué auprès du Ministre des Affaires étrangères et de la Coopération internationale chargé des Marocains résidant à l’étranger et aux Affaires de la migration |
|  | Rkia Derham            | Secrétaire d'État auprès du Ministre de l’Industrie, de l’Investissement, du Commerce et de l’Économie numérique chargée du Commerce extérieur                             |

Dans le gouvernement El Othmani II (2019) :
|  | Ministre               | Portefeuille           |
|  | ---------------------- | ---------------------- |
|  | Mohamed Ben Abdelkader | Ministre de la Justice |